# Zahodna fronta (druga svetovna vojna)
Zahodna fronta je bila eno izmed šestih glavnih bojišč druge svetovne vojne. Bojni na tej fronti so potekali v Franciji, Belgiji, Nizozemskem, Luksemburgu in Nemčiji, v manjši meri pa bi temu bojišču lahko prepisali tudi boje v Skandinaviji. Do uradnega odprtja zahodne fronte je prišlo 10. maja 1940, ko je nacistična Nemčija napadla nevtralne države: Nizozemsko, Belgijo in Luksemburg, nato pa še Francijo, ki je bila glavna zaveznica Združenega kraljestva. Po porazu držav Beneluksa in Francije je na bojišču zavladal relativen mir, ki pa so ga vsake toliko časa skalile odporniške skupine in vpadi zavezniških vojsk. Do ponovnega odprtja fronte je prišlo 6. junija 1944, ko so se na normandijskih obalah izkrcale zavezniške čete. Po tem dogodku so se boji ponovno razširili na Francijo, Belgijo in Nizozemsko, na prehodu iz leta 1944 na 1945 pa tudi v Nemčijo. Boji na zahodni fronti so se končali 7. maja 1945.

## 1939-1940

### Lažna vojna
Napad nacistične Nemčije na Poljsko, 1. septembra 1939, je sprožil plaz, ki se ga ni dalo več ustaviti. Dva dni pozneje je Velika Britanija napovedala vojno Nemčiji tej pa je sledila, čeprav zelo nerada, še Francija in ostale države, ki so bile del britanskega imperija. Kmalu zatem se je Evropa ponovna znašla globoko v vojni, ki je ni bilo moč več ustaviti. V nasprotju s pričakovanji pa se boji ob francosko-nemški meji še niso začeli. Pojavila se je nekakšna t. i. »lažna vojna«, obdobje v katerem ne ena ne druga stran nista prevzeli pobude in napadli ena drugo. To je seveda šlo na roko Nemcem, ki zaradi bojnih operacij na poljskem na nemško-francoski meji niso imeli omembe vrednih bojnih enot. Težave so imeli tudi Francozi, mobilizacija je potekala izredno počasi veliko težav pa so imeli tudi z oborožitvijo, ki jo je kronično primanjkovalo ali pa je bila že obupno zastarela. Imeli pa so eno prednost (vsaj tako so mislili); Maginotovo linijo, sistem utrdb, ki se je raztezal od tromeje med Švico-Francijo-Nemčijo pa vse do Belgijske meje. Tudi morala francoske vojske ni bila ravno spodbudna, marsikateremu vojaku ni bilo jasno zakaj se mora boriti za neko državo kot je Poljska. Svoje pa so prispevali tudi krvavi spomini iz prve svetovne vojne na bojiščih katere je francoska vojska dobesedno izkrvavela. Da bi Francozi vse te pomanjkljivosti prikrili so že prvi teden vojne napadli nemško Posarje in obstreljevali številne nemške kraje ob francosko-nemški meji izvedli pa so tudi več vpadov na nemško ozemlje. Nemci so se v tem obdobju skrivali za Siegfridovo linijo in se niso pustili motiti pri pripravljanju novih načrtov za operacije na zahodu.
Kmalu po vojni napovedi je na pomoč Francozom prišla dobro oborožena in opremljena BEF (British Expeditionary Force oz. Britanske ekspedicijska sila). Naloga BEF je bila, da skupaj s francosko vojsko zasede položaje ob francosko-belgijski meji od koder bi nato izvajali bojne operacije proti napadajoči nemški vojski. Leto 1939 je na zahodni fronti minilo relativno mirno, vsake toliko časa ga je zmotilo le naključno streljanje ob francosko- nemški meji.

### Skandinavija
Leta 1940 je dogodke v zahodni Evropi zasenčilo dogajanje v Skandinaviji. Nemška težka industrija je temeljila na uvozu železove rude, ki je prihajala iz Švedske in bila nato preko Norveške z ladjami pripeljana v Nemčijo. Med letoma 1939 in 1940 so začeli Angleži s postavljanjem min ob norveški obali resno ogrožati transport železove rude, zato so se Nemci odločili da zavzamejo Norveško. V kratkem so skovali načrt Weserübung oz. Vaja na Vezeri. Ta je opredeljeval zavzetje Danske (operacija Weserübung Süd)  nato pa še Norveške (operacija Weserübung Nord). Operacija je stekla 9. aprila 1940 malo po četrti uri zjutraj, nemške čete so skoraj brez odpora prestopile dansko-nemško mejo. Istočasno so Nemci ob danski obali izvedli več desantov s čimer so zavzeli strateško pomembna pristanišča in letališča. Danska je kapitulirala še isti dan. Nemci so nato danska letališča in pristanišča uporabili za napad na Norveško.
Istočasno z napadom na Dansko je prišlo tudi do napada na Norveško. Nepričakovan odpor, sicer slabo oborožene in opremljene, norveške vojske in civilnega prebivalstva je povzročil številne zastoje v nemški operaciji. To je dalo norveški kraljevi družini čas da se je izognila zajetju, s seboj pa je odnesla tudi državne zlate rezerve. Kmalu po nemškem napadu sta na pomoč norveški voski priskočila britanski in francoski ekspedicijski korpus. Zavezniški vojski je ponovno uspelo osvoboditi nekatera strateško pomembna mesta, britanska mornarica pa je uničila večje število nemških bojnih ladij. Vendar to Nemce ni kaj dosti zmotilo, saj so že v naslednjih tednih ponovno zavzeli vse pomembne položaje. Boji za norveško so trajali, do 10. junija 1940 ko so se bili zavezniki, zaradi dogajanj na drugih bojiščih, prisiljeni umakniti.

### Bitka za Nizozemsko, Belgijo, Luksemburg in Francijo
Desetega maja 1940 je druga svetovna vojna prešla v popolnoma novo obdobje. Nacistična Nemčija je napadla Nizozemsko, Belgijo in Luksemburg (operacija Primer Rumeni), ter se nato usmerila proti Franciji (operacija Primer Rdeči). Slabo oboroženi vojski nizozemske in Belgije nista bili kos dobro utečeni nemški vojski, ki je na ravnicah zahodne Evrope uporabila novo revolucionarno taktiko blitzkrieg. Nizozemska je kapitulirala 15. maja, Belgija pa trinajst dni pozneje, kljub temu, da so ji na pomoč priskočile anglo-francoske enote. Ob kapitulaciji sta bili britanska in francoska armada v Belgiji in severni Franciji že obkoljeni, zato je bil izdan ukaz za začetek operacije Dinamo, evakuacijo zavezniški čet iz severne Francije. Po umiku britanskega BEF je francoska vojska ostala sama. Vsak odpor proti nemškim silam je bil zaman, tako da so Nemci 14. junija brez boja vkorakali v Pariz. Francija je kapitulirala 21. junija 1940. Velika Britanija je tako ostala sama in izolirana, Hitlerjeve želje o podpisu mirovnega sporazuma z Veliko Britanijo se niso uresničile zato je ukazal izvesti operacijo Morski lev, ki pa zaradi neuspele zračne bitke za Britanijo in preveč oslabljene nemške mornarice nikoli ni bila izvedena.

## 1941-1944
Zračna bitka za Britanijo se je na presenečenje vseh končala z nemškim porazom, kar je pomenilo, da odpade tudi operacija Morski lev oz. napad na britansko otočje. Po tem je na zahodni fronti zavladal relativen mir, ki pa so ga sem in tja zmotili napadi odporniških gibanj. Najbolj zloglasna so bila francoska odporniška gibanja, ki so Nemcem tekom vojne povzročala največ škode, dostikrat pa se je zgodilo, da so se bojevala tudi sama med seboj. Odporniška gibanja v Belgiji, na Nizozemskem, Luksemburgu, Danski in Norveški so se lotila bolj pasivnega boja kot je bilo npr. skrivanje ubežnikov, vohunov, Judov, orožja, nasprotovanje ukazom okupatorja.
Po bitki za Britanijo se je Velika Britanija, kljub zaostrovanju vojne na morju, počasi opomogla in je začela načrtovati operacije za napad na celinsko Evropo. Med letoma 1941-1942 je bilo tako izvedenih več različnih vpadov na različne konce okupirane Evrope, z namenom sovražniku povzročiti čim več škode in pridobiti pomembne informacije. Leta 1941 so britanski komandosi izvedli več vpadov na Norveško, naslednje leto pa sta Francijo zaznamovali dve veliki zavezniški operaciji; napad na Dieppe in napad na doke v St. Nazaire. Tudi na novo ustanovljeni SOE in OSS nista počivale. Na celinsko Evropo sta s pomočjo britanskega in ameriškega letalstva pripeljala več sto agentov in več sto ton najrazličnejše vohunske opreme. Novembra 1942 so Nemci brez opozorila okupirali še ne okupiran del Francije, Francozi so na to odgovorili s potopitvijo bojnega ladjevja v Toulonu.
Leta 1943 so se Nemci začeli zavedata, da bo slej kot prej prišlo do ponovnega odprtja zahodne fronte, zato so začeli ob atlantski obali postavljati Atlantski zid. Ta naj bi jih zaščitil pred morebitno zavezniško invazijo iz morja. Zaradi vse večjega odpora lokalnega prebivalstva in vse večje zavezniške moči je zahodna fronta v mirnem času, predvsem Francija, nase vezala številne enote, ki bi jih Nemci lahko uporabili na vzhodni fronti.

## 1944-1945

### Normandija
Šestega junija 1944 je prišel dan, ki ga je Evropa že dolgo čakala. Na obalah Normandije so se izkrcale zavezniške čete in začele napredovati v notranjost Francije, kjer se je začelo mučno dvomesečno bojevanje za vsako hišo, skedenj in polje. Nemci so bili nad krajem izkrcanja popolnoma presenečeni, saj so izkrcanje pričakovali pri kraju Pas-de-Calais, kjer je razdalja med Veliko Britanijo in Francijo najkrajša. Položaja v katerem so se znašli Nemci po zavezniškem izkrcanju niti Rommel ni moral več rešiti. Konec julija so zavezniki sprožili operacijo Kobra s katero so se dokončno prebili iz Normandije. Nemci pa so se kmalu zatem znašli v pasti pri Falaisu, iz katere se je uspelo rešiti le peščici nemške vojske.

### Bitka za Francijo, Belgijo in Nizozemsko
Petnajstega avgusta 1944 so se zavezniki v operaciji Zmaj izkrcali na jugu Francije med  mestoma Toulon in Cannes. Tako so začele zavezniške čete napredovati v center Francije tudi iz juga. Odpor nemške vojske je bil po bitki za Falais izredno majhen, zato je napredovanje zavezniških čet potekalo hitro in brez večjih težav. Štiri dni po izkrcanju se je v Parizu začela vstaja, ki se je po kratkotrajnih uličnih bojih končala šest dni kasneje. Poveljnik mesta Dietrich von Choltitz se je raje vdal kot pa ubogal Hitlerjev ukaz, v katerem je ta zahteval da je mesto potrebno porušiti do tal.
Z hitrim napredovanjem zavezniških čet pa so se pojavile tudi težave z oskrbo, zato so zavezniki  ustanovili Red Ball Express. To je bila nepretrgana kolona tovornjakov, ki so iz obal Normandije vse do bojišča prevažali raznovrsten vojaški material. Konec avgusta 1944 so se razdalje tako povečale, da je oskrbovanje bojišča postalo nemogoče, zato je zavezniško poveljstvo ustavilo napredovanje enot. Po tednih mirovanja so zavezniki 17. septembra 1944 na Nizozemskem izvedli največjo zračno desantno operacijo, ki pa se je zanje končala katastrofalno. V naslednjih štirih mesecih vojne so zahodno fronto vzdolž okupirane Nizozemske in nemške meje zaznamovali števili manjši vendar izredno krvavi spopadi za strateške točke. Vojna je iz tedna v teden postajala podobna bojevanju iz prve svetovne vojne. Vse to se je spremenilo 16. decembra 1944, ko so Nemci na veliko presenečenje Američanov sprožili operacijo Straža na Renu. Ofenziva je resno načela zavezniško bojno moč, vendar pa so imeli zavezniki veliko srečo, saj je moč ofenzive zaradi primanjkovanja materialnih sredstev hitro upadala, tako da so se razmere 15. januarja 1945 že stabilizirale.

### Napad na Nemčijo
Bolj, kot so se zavezniki približevali Nemčiji bolj so se boji zaostrovali. V drugi polovici februarja se je britanski armadi posrečilo prebiti čez poplavljena polja okoli Nijmegena na Nizozemskem, Američani pa so prišli do doline reke Ren. Da nebi zavezniki prekoračili Rena so Nemci razstrelili vse mostove, razen enega. Most pri Remagenu je zaradi umikajoče se nemške vojske še vedno stal, in to so zavezniki izkoristili. Sedmega marca 1945 je most po hudih bojih težko poškodovan pristal v zavezniških rokah. S tem so bila zavezniški vojski, vrata v Nemčijo nastežaj odprta. Najprej je padlo Porurje, kjer je bilo izdelanega največ nemškega orožja. V ujetništvo je šlo več kot 300.000 nemških vojakov. Zavezniška armada se je nato usmerila proti reki Elbi, kjer se je 25. aprila srečala z ruskimi četami iz vzhodne fronte. Na svoji poti so zavezniki zavzeli; Frankfurt, Kassel, Magdeburg, Halle in Leipzig. Na severu pa so zavzeli mesti Hamburg in Wismar. Ameriške enote so se znašle tudi na zahodu Češkoslovaške in severu Avstrije. Zadnji veliki nemški odpor je bil organiziran v mestih; Heilbronn, Nürnberg in München, vendar branilci niso zdržali dolgo. V začetku maja se je vojna na zahodni fronti nezadržno bližala koncu. Petega maja se je na Bavarskem predala nemška armadna skupina G, dan prej pa so se Montgomeryu predale nemške sile iz nizozemske, severozahodne Nemčije in danske. Vojne na zahodni fronti je bilo konec.